# Старейшино
Старейшино (болг. Старейшино) — село в Болгарии. Находится в Кырджалийской области, входит в общину Кирково. Население составляет 83 человека. Расположено к востоку от железной дороги вдоль правого берега реки Вырбица. Близ деревни, к югу, по направлению к селу Подкова, расположен ряд пещер: Анифена-Пропаст, Анифена-Яма и др.

## Политическая ситуация
В местном кметстве Подкова, в состав которого входит Старейшино, должность кмета (старосты) исполняет Авни Ахмед Исмаил (Движение за права и свободы (ДПС)) по результатам выборов правления кметства.
Кмет (мэр) общины Кирково — Шукран Кязим Идриз (Движение за права и свободы (ДПС)) по результатам выборов в правление общины.